# Megachile rotundata
Megachile rotundata o abeja cortadora de hojas de la alfalfa es una especie europea que ha sido introducida en otras regiones del mundo.  Es una especie solitaria, es decir que no construye colonias, sino que cada abeja construye su propio nido y cuida sus crías independientemente. Los nidos se pueden encontrar en árboles viejos o troncos. El interior de los nidos está forrado de trozos de hojas.
Es un eficiente polinizador de la alfalfa, como así también de algunas verduras (zanahorias) y frutas. Por esta razón los agricultores a menudo usan M. rotundata para la polinización de cosechas.